# Agnès Soral
Agnès Soral, ursprungligen Bonnet de Soral, född 8 juni 1960 i Aix-les-Bains, är en fransk-schweizisk skådespelerska. Hon sysslade tidigt med teater och flyttade som 15-årig till Paris där hon fick arbete inom TV. Hennes första filmroll var i Claude Berris Un moment d'égarement från 1977. Det stora genombrottet skedde med Berris film Tchao, pantin! från 1983, där Soral spelar en ung punkare. För sin insats blev hon nominerad till Césarpriset för såväl bästa kvinnliga biroll som bästa kvinnliga nykomling.
Soral är syster till författaren och förläggaren Alain Soral, som hon har skrivit en bok om med titeln Frangin (ung. "brorsa").

## Filmer i urval
- Un moment d'égarement (1977)
- Tchao, pantin! (1983)
- I love you (1986)
- Twist i Moskva (1986)
- Kärlek och fruktan (1988)
- Australia (1989)
- Okno v Parizj (1993)
- Den magiska bollen (1994)
- Katharina den stora (1995)
- Ondskans offer (1996)